# کامت لیک
کامِت لِیک (انگلیسی: Comet Lake)، نام‌رمز اینتل برای نسل دهم پردازنده‌های کور آن است. آنها با استفاده از سومین ویرایش فرایند ۱۴ نانومتری اسکای‌لیک اینتل تولید می‌شوند که جایگزین پردازنده‌های موبایل سری U ویسکی لیک و خانواده‌های پردازنده‌های رومیزی کافی لیک می‌شوند. اینتل در تاریخ ۲۱ اوت ۲۰۱۹، پردازنده‌های کم مصرف کامت لیک-U، پردازنده‌های موبایل سری H در ۲ آوریل ۲۰۲۰، پردازنده‌های دسکتاپ کامت لیک-S در ۳۰ آوریل ۲۰۲۰، و پردازنده‌های ایستگاه کاری سری زئون W-1200 را در ۱۳ مه ۲۰۲۰ معرفی کرد.